# 刘和生
刘和生（1962年1月—），湖南祁东人，汉族，中共中央党校函授学院本科班经济管理专业毕业。中华人民共和国政治人物，第十三届全国人民代表大会湖南地区代表。曾任中共岳阳市委书记等职务。

## 生平
刘和生生于祁东县白地市镇，1978年在湖南农学院衡阳分院（湖南环境生物职业技术学院）学习，1981年毕业后分配到衡阳市祁东县农业局工作。后历任衡阳市祁东县洪桥区团委书记，共青团衡阳市祁东县委副书记，共青团湖南省委副主任科员、主任科员，中共湖南省委组织部主任科员、副处级组织员、研究室副主任。2000年10月，出任中共攸县县委书记:835。
2001年12月，转任湖南省总工会副主席、党组成员。2006年6月赴娄底市工作，历任中共娄底市委常委兼市纪委书记，市委常委兼市人民政府常务副市长。2013年5月，调任中共郴州市委副书记兼市委党校校长。2015年5月，转任中共岳阳市委副书记；6月被提名为市人民政府市长；7月任市长；2018年2月，任中共岳阳市委书记，4月兼任是人大常委会主任。2018年2月24日，当选为第十三届全国人大代表。2019年12月，任湖南省人民代表大会社会建设委员会副主任委员。

### 落马
2020年4月21日，中央纪委国家监委网站发布消息：刘和生涉嫌严重违纪违法，目前正接受省纪委监委纪律审查和监察调查。刘和生成为继李大伦、程海波、李亿龙、马勇、陈三新之后湖南省第六位落马的市州书记。刘和生牵涉入岳阳市中医院6亿项目腐败窝案。8月11日，他的第13届湖南省人民代表大会代表资格终止。10月26日，湖南省人民检察院对刘和生进行逮捕。12月20日，刘和生因受贿罪遭到起诉。
2021年7月14日，刘和生遭到开除党籍开除公职（双开）处分。